# Burg Forstenberg
Burg Forstenberg is de ruïne van een middeleeuwse adellijke burcht, gelegen in het gehucht Karlstein van de gemeente Regenstauf, district Regensburg, in de Duitse deelstaat Beieren.
De burchtruïne is vrij toegankelijk.
De burcht werd vermoedelijk in de 13e eeuw gesticht door de heren van Forstenberg die in dienst stonden van de machtige heren van Hohenfels.
Mede door de uitbouw van het nabijgelegen kasteel Karlstein werd de burcht in de 17e eeuw voorgoed verlaten en trad het verval in.